# Hendrik de Bloyere
Hendrik de Bloyere of Henry de Bloeyere was eerste burgemeester van Brussel van 1581 tot 1585. Hij was Oranjegezind en calvinist.

## Leven
De Bloyere trad voor het eerst op het voorplan tijdens de orangistische staatsgreep van 4 september 1576. Hij was toen kapitein van een Brusselse stadsmilitie en voegde zijn troepen bij die van Jacques de Glymes om de Arrestatie van de Raad van State in het Koudenbergpaleis uit te voeren. De actie was geïnstigeerd door Willem van Oranje, die De Bloyere hartelijk bedankte.
In januari 1577 werd De Bloyere naar Middelburg gestuurd om het pad te effenen voor de komst van Oranje naar Brussel. Hij werd goed ontvangen door de Zwijger en keerde terug met een positieve boodschap. Hoewel De Bloyere geen formele posities van belang bekleedde, was zijn feitelijke macht niet te onderschatten. In februari 1577 permitteerde hij zich een koerier van de keizer staande te houden en liet hij diens brief aan de Staten-Generaal openmaken. In 1578 trok hij naar Gent om de hernieuwing van het Brabants-Vlaams verdrag van 1339 te bewerkstelligen. Een andere missie bracht hem naar Filips van Egmont en Willem van Horne in Ninove om de Brusselaars ervan te verzekeren dat ze niets tegen de stad zouden ondernemen.
De Bloyere werd in 1579 kolonel van de burgerij en in 1580 benoemde aartshertog Matthias hem tot eerste schepen van Brussel. Hij stond de amman bij voor de uitzetting van de katholieke predikant Antoon Ruyskensvelt, die met het nodige oproer gepaard ging. Het volgende jaar werd hij eerste burgemeester van Brussel. Nog nooit was deze functie toegevallen aan iemand die niet tot de Zeven Geslachten behoorde. Hij was een toeverlaat van de door Oranje naar voren geschoven hertog Frans van Anjou en werd diens maître d'hôtel, wat de Naties van Brussel ertoe bracht zijn ontslag als burgemeester te eisen omdat ze de functies niet cumuleerbaar achtten. Door de precaire situatie waarin de Brusselse republiek zich bevond, werd de zaak niet op de spits gedreven. 
Het beleg door Alexander Farnese begon nijpend te worden. De Bloyere werd gesommeerd naar Antwerpen en Holland te gaan om soldij voor het Brusselse garnizoen los te krijgen, maar hij slaagde slechts gedeeltelijk. Bij zijn terugkeer werd hij korte tijd vastgehouden en diende hij aan te zien hoe de soldaten zich tegen zijn vermogen en dat van de stadsbewoners keerden. De Bloyere maakte deel uit van de Brusselse delegatie die in Beveren de overgave aan Farnese onderhandelde en maakte gebruik van de vrije aftocht voor calvinisten. In het noorden kenden de Staten hem een pensioen toe wegens zijn verdiensten en hoge leeftijd.

## Eerbetoon
Het Stadhuis van Brussel draagt sinds 1888 een standbeeld van De Bloyere gemaakt door Pieter Braecke.

## Archief
Drie bundels met papieren van De Bloyere worden bewaard in het Algemeen Rijksarchief te Brussel.